# Orlando Julius
Orlando Julius Aremu Olusanya Ekemode, connu sous le nom d'Orlando Julius ou Orlando Julius Ekemode, né le 22 septembre 1943 à Ilesha (Nigeria), et mort le 15 avril 2022 à Lagos, est un saxophoniste, chanteur, chef d'orchestre et auteur-compositeur nigérian, étroitement associé à la musique afrobeat.

## Biographie
Orlando Julius est né en 1943 à Ikole, au Nigeria, à l'époque de la colonisation britannique, dans une famille de marchands ayant des racines à Ijebu-Jesa, dans l'État d'Osun. La première professeure de musique de Julius est sa propre mère, qui chante et danse pendant qu'il joue de la batterie. En 1957, après avoir abandonné l'école et après la mort de son père, il part pour Ibadan afin de poursuivre une carrière de musicien. Il travaille dans une boulangerie tout en jouant de la batterie ou de la flûte avec des groupes de juju et de konkoma. Il n'y avait pas d'école de musique dans la région à l'époque, alors le premier ministre, Obafemi Awolowo, en créé une dans le secrétariat de son parti politique. Romero l'invite à jouer avec son groupe dans un hôtel d'Ondo, où il apprend ses premiers accords sur l'instrument qui le fera connaître, le saxophone. Lorsque Romero entre en conflit avec un propriétaire de boîte de nuit et quitte un concert, Julius prend la tête de l'orchestre. Peu de temps après, de retour à Ibadan, il rejoint le groupe highlife de Rex Williams. Au lieu de prendre des leçons formelles, il consomme autant de musique que possible, achetant des disques de toute musique à base de cor, mais surtout de la musique highlife du Ghana qui devient également populaire au Nigeria,.

## Carrière
En 1960, Eddie Okonta invite Julius à rejoindre son groupe. Okonta est l'un des groupes de highlife les plus populaires du Nigéria, et ensemble ils enregistrent plusieurs chansons, donnent de nombreux concerts, et même font la première partie de Louis Armstrong. Julius enregistre son premier single, "Igbehin Adara", avec la Nigerian Broadcasting Corporation la même année. Mais à ce moment-là, il est moins intéressé par le highlife que par:
la musique traditionnelle avec laquelle j'ai commencé, et ajouter un peu de cornes et de guitare, puis faire mon propre truc... 
Il forme Modern Aces au début des années 1960 et a commence à incorporer de la pop, du R&B et de la soul américains dans la musique africaine avec laquelle il grandit. La combinaison de la musique traditionnelle et des genres américains est connue sous le nom d'afrobeat, un terme inventé par Fela Kuti. Kuti assiste aux spectacles des Modern Aces, et Julius l'amene parfois sur scène pour jouer. Selon Julius, c'est grâce à lui que Kuti a appris à jouer du saxophone,,.
Il a eu son premier succès en 1965 avec la chanson "Jagua Nana", le nom appliquant l'argot des voitures Jaguar à une femme. Grâce au succès de cette chanson, ils sont partis en tournée en Afrique de l'Ouest. Comme de nouveaux types de musique deveniennet populaires dans la région, Julius forme de nouveaux groupes pour suivre les tendances, par exemple les Afro Sounders et l'Evelyn Dance Band. Selon AllMusic, son album Super Afro Soul de 1966 était:
une incorporation dramatique et hautement mélodique de soul, pop et funk" qui "a fait de lui une célébrité nationale au Nigeria et a influencé la musique américaine.
Dans les années 1970, dans le Nigeria de l'après guerre civile, Julius est déçu par l'état de l'industrie musicale. La guerre civile a eu un impact négatif, mais l'afflux de musique occidentale aussi. Ayant le vague sentiment que quelque chose lui manque, il décide de voyager pour mieux comprendre la production. Il parcourt d'abord l'Europe, puis se rend aux États-Unis en 1973, où il décide de rester. Il s'installe à Washington, D.C., forme un groupe nommé Umoja et joue dans les boîtes de nuit locales. Une rupture se produit lorsque Hugh Masekela assiste à l'une de leurs répétitions. Masekela se sépare de son groupe, Hedzolch Soundz, et forme un nouveau groupe avec Julius, comprenant certains membres des deux groupes. Ils enregistrent les albums The Boy's Doin' It puis Colonial Man et partent en tournée, faisant la première partie d'artistes de renom comme Herbie Hancock, The Pointer Sisters et Grover Washington Jr. Au fil du temps, il rencontre et joue avec plusieurs musiciens américains de premier plan comme Lamont Dozier, James Brown et The Crusaders. Il dit qu'ils ont remarqué son style distinctif de jouer du saxophone dans une tonalité mineure, en raison de la façon de jouer Ijesha. Bien qu'ils aient du succès ensemble, Julius quitte Masekela en termes difficiles, à la fois parce qu'il voulait être à nouveau un chef d'orchestre et en raison de différends sur les redevances.
Malgré son influence, il n'était pas très connu à l'étranger jusqu'à ce que Strut réédite Super Afro Soul en 2000. Cela a été suivi par la réédition de son album de 1972 Orlando Julius and the Afro Sounders par Voodoo Funk en 2011.
Il commence à faire des tournées internationales et, en 2014, s'est rendu à Londres pour collaborer avec The Heliocentrics. Dans le studio analogique du collectif musical anglais, situé au nord de Londres, ils enregistrent ensemble de nouvelles musiques ainsi que de nouvelles versions d'anciens morceaux. Ils publient Jaiyede Afro en 2014, qui se classe à la 13e place du classement Billboard World Albums,.

## Vie ultérieure et héritage
En 2019 ou 2020, Julius déménage à Ijebu-Jesa avec sa femme, Latoya Ekemode. L'Elegboro d'Ijebu-Jesa, Oba Moses Oluwafemi Agunsoye, lui a donné un titre honorifique, "Gbeluniyi" et le considére comme un "chef honoraire". Le 15 avril 2022, Latoya a rapporté que Julius était mort dans son sommeil, à l'âge de 78 ans. Le jour de sa mort, l'Elegboro fait l'éloge de Julius le décrivant comme étant: 
un très bon ambassadeur de la ville d'Ijebu-Jesa, d'Oriade en tant que gouvernement local, et du Nigeria dans son ensemble... 
Le ministre nigérian de l'Information et de la Culture publie une déclaration selon laquelle
Sa passion pour la musique était inégalée 
et le créditant d'avoir contribué à faire connaître la musique afrobeat à un public mondial. Avant sa mort, Lopa Kothari de BBC Radio le qualifie de "légende" et Robin Denselow, écrivant pour The Guardian, le décrit comme 
L'un des héros de la musique nigériane", un "maître du riff simple et percutant" ayant une influence significative sur la musique afrobeat. Le Ghana moderne le considérait comme "le dernier des titans nigérians du genre musical highlife...
Selon AllMusic, 
Peu d'artistes ont joué un rôle aussi crucial dans l'invention, le développement et la popularisation de l'afro-pop,,.